# Bar Refaeli
Bar Refaeli (hebreu: בר רפאלי)  (Olesh, 4 de juny de 1985) és una model israeliana.

## Carrera
Bar Refaeli va néixer el 4 de juny de 1985, en el si d'una família jueva. Els seus pares, Rafael i Tzipi, tenien un ranxo de cavalls, on Bar va passar la major part de la seva infància. Va començar a fer de model als cinc mesos en anuncis televisius, però no hi va tornar fins als 15 anys.
Els anys 2000 i 2001 va guanyar el títol de Model de l'Any. Va ser seleccionada com a model de Renuar i va aparèixer en els seus catàlegs d'estiu 2002 i d'hivern de 2003. També va aparèixer a la revista francesa Elle.
Va ser la portada de la revista GQ d'Itàlia el març del 2006. El 2007 va fer la seva primera aparició a Sports Illustrated, on va ser la primera model d'origen israelià en aparèixer, i ho repetí en una sessió de fotos a Cesarea i al Mar Mort. Més tard, les imatges d'aquesta revista van ser publicades a Maxim. També el 2007 va ser escollida com a imatge per a la campanya de primavera/estiu d'El Corte Inglés.
La revista britànica Arena la va nomenar el millor cos del 2008 en l'edició de febrer.
El 9 de febrer de 2009 van anunciar que seria portada de l'especial de biquinis de Sports Illustrated.
El 14 de febrer de 2012 la model llançà la seva pròpia línia de roba interior, Under.me.

## Vida privada

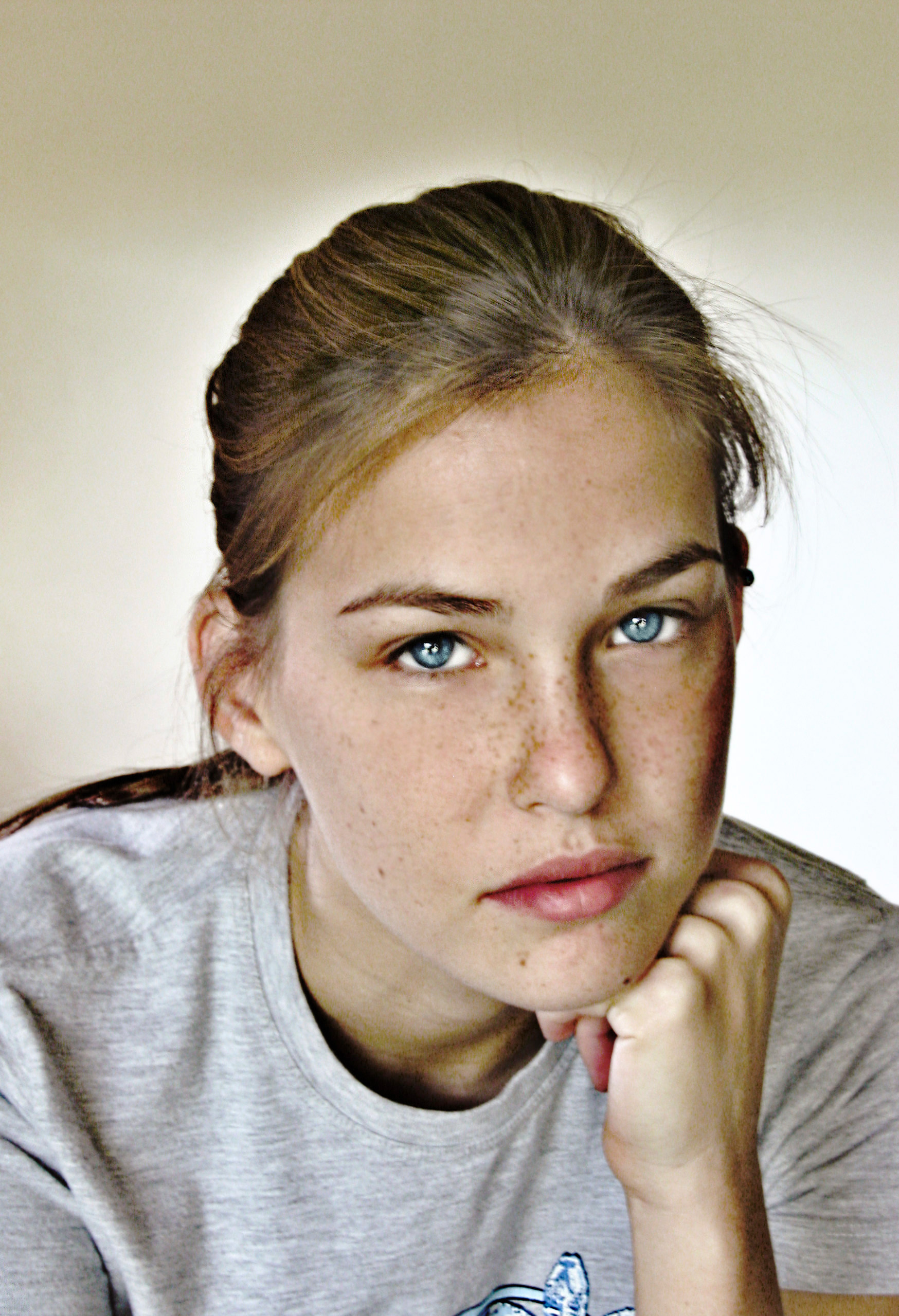
Refaeli als 18 anys

El 2007 Refaeli es va casar amb un familiar i se'n divorcià al cap de poc per tal d'evitar el servei militar, que és obligatori tant per a homes i dones majors de 18 anys, amb algunes excepcions.
Refaeli va començar una relació amb l'actor estatunidenc Leonardo DiCaprio el novembre de 2005, després de reunir-se amb ell en una festa a Las Vegas organitzada pels membres de U2. Durant el seu viatge a Israel, el març de 2007, la parella es va reunir amb el president israelià Ximon Peres i va visitar la ciutat natal de Refaeli, Hod HaSharon.

## Televisió i cinema
Refaeli va participar en un especial per a la televisió (Ironic Iconic America) amb Tommy Hilfiger, que va ser transmès per la cadena Bravo el 3 d'octubre de 2008.
El 18 de gener de 2011, Bar va assistir a l'estrena de Session a Israel, pel·lícula dirigida per l'israelià Haim Bouzaglo, on actua.
També va exercir com a jutgessa invitada en el programa Germany's Next Topmodel, presentat per Heidi Klum.

## Filantropia i causes personals

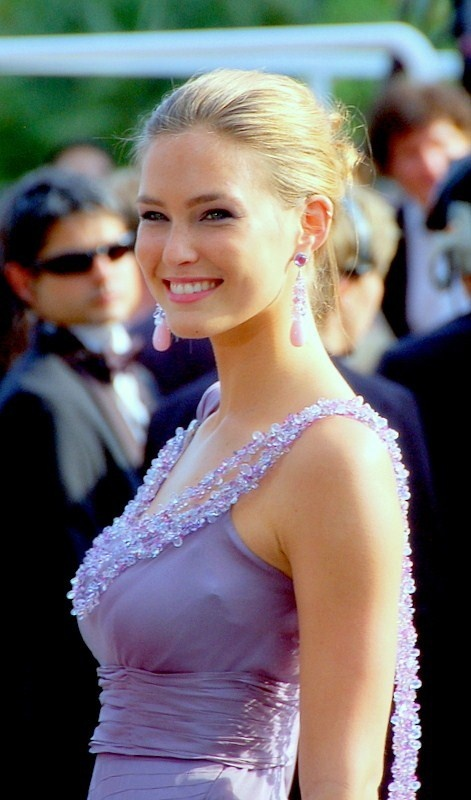
Refaeli al Festival de Canes de 2008

Refaeli és voluntària en el Projecte Sunshine, una organització sense ànim de lucre que proporciona serveis gratuïts i programes per a nens que s'enfronten a malalties mortals. També ha col·laborat amb l'organització Ahava, que s'encarrega de mascotes abandonades al nord d'Israel durant la Guerra del Líban de 2006.
Bar Refaeli i el director de cinema Shahar Segal han acordat fer una campanya gratuïta amb el lema "Una bossa menys" per reduir l'ús de bosses de plàstic.
L'agost de 2010 va decidir escriure un informe especial amb la col·laboració de l'organització Better Place, on explica per què creu que la gent ha de conduir cotxes elèctrics.